# Schiffssetzung von Runsa
Koordinaten: 59° 33′ 49″ N, 17° 49′ 54″ O
Die Schiffssetzung von Runsa (schwedisch Runsa skeppssättning) liegt in der Gemeinde Upplands Väsby in Uppland in Schweden. 
Runsa ist eine etwa 53 m lange und 16 m breite Schiffssetzung auf einem Gräberfeld. Das Steinschiff besteht aus 28 bis zu 2,0 m langen und bis 0,9 m hohen liegenden (statt der üblicherweise stehenden) Steinen. Ein kleineres Schiff in der Nähe gelegen ist ausgegangen. 
Die Schiffssetzung ist Teil eines Gräberfeldes, das außerdem aus 33 Steinkreisen (Domarring) besteht, die in die germanische Eisenzeit (400 – 500 n. Chr.) datiert werden. Das Gräberfeld liegt in der Nähe der etwa 200 × 100 m messenden Runsa fornborg, einer vorgeschichtlichen Wallburg, die es in dieser Form und zu dieser Zeit nur in Teilen Schwedens gab. Eine Theorie besagt, dass die Nutzer der Fornborg die Fläche als Gräberfeld verwendeten. 

Schiffssetzung von Runsa
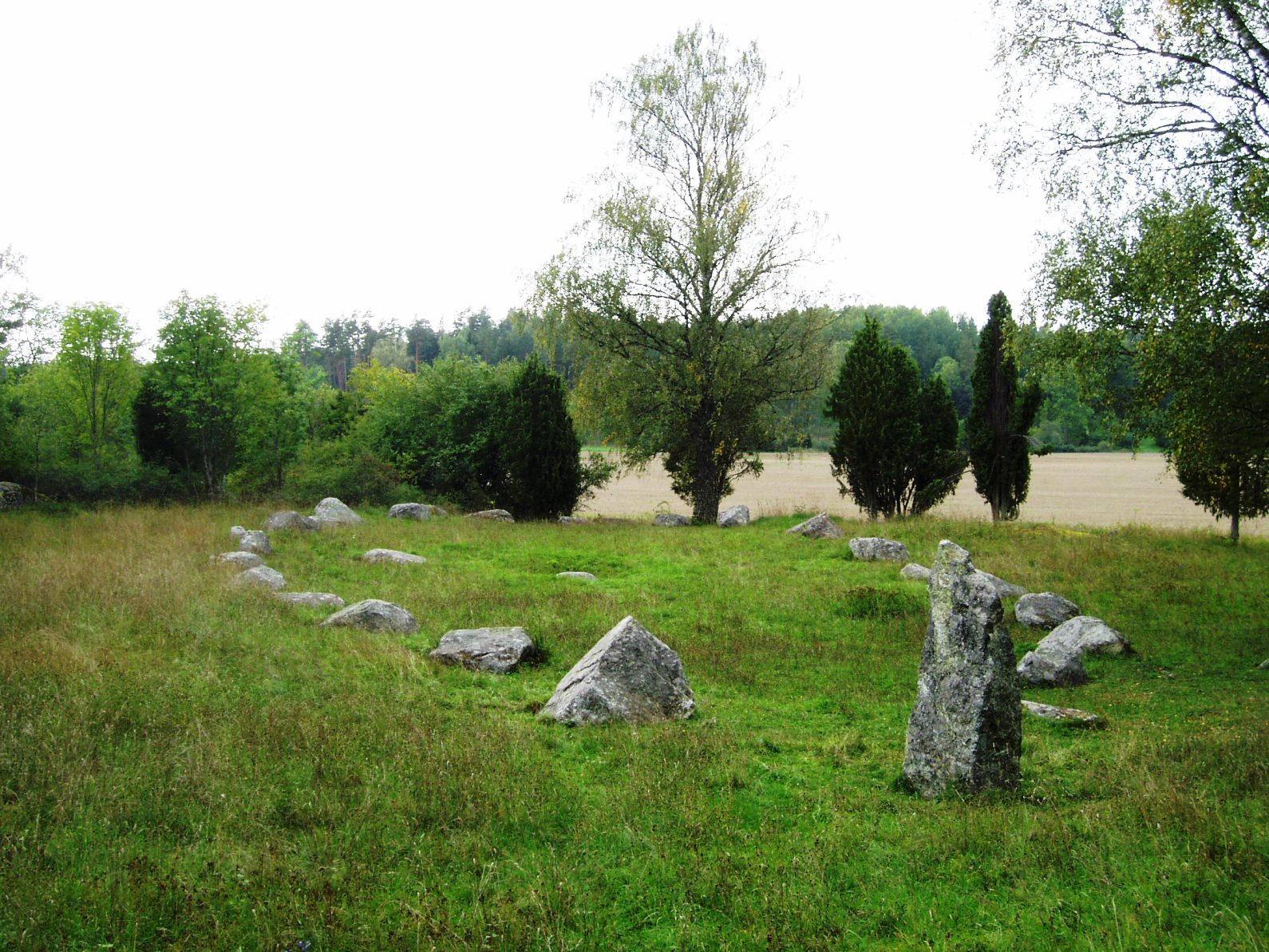
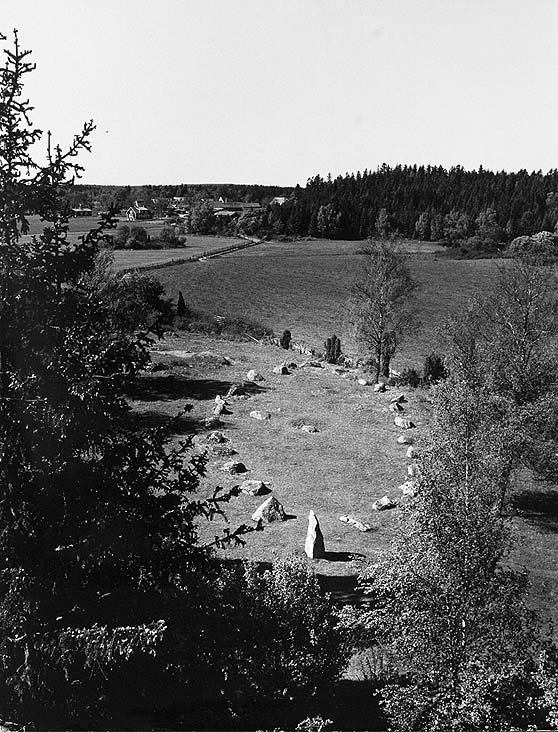
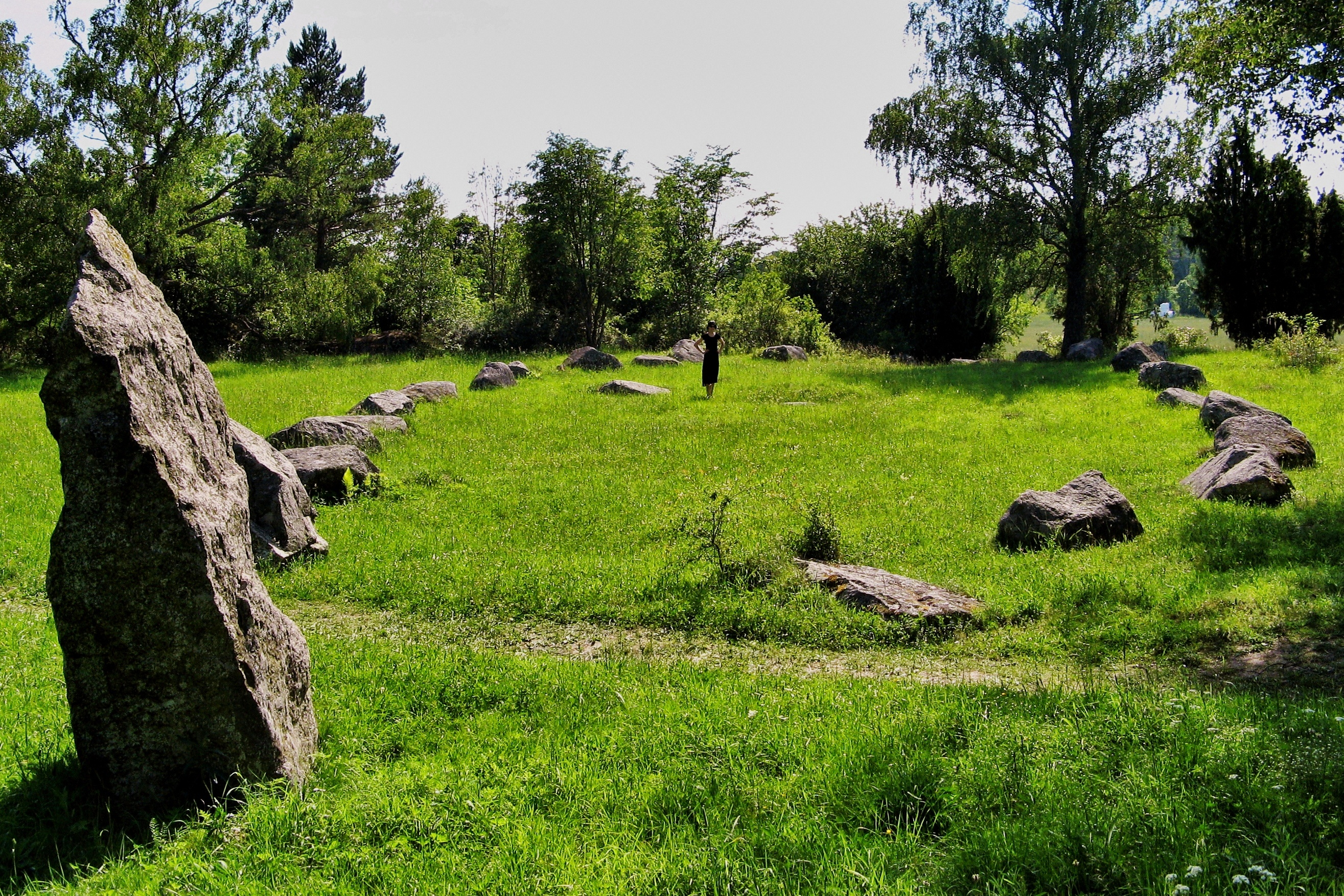
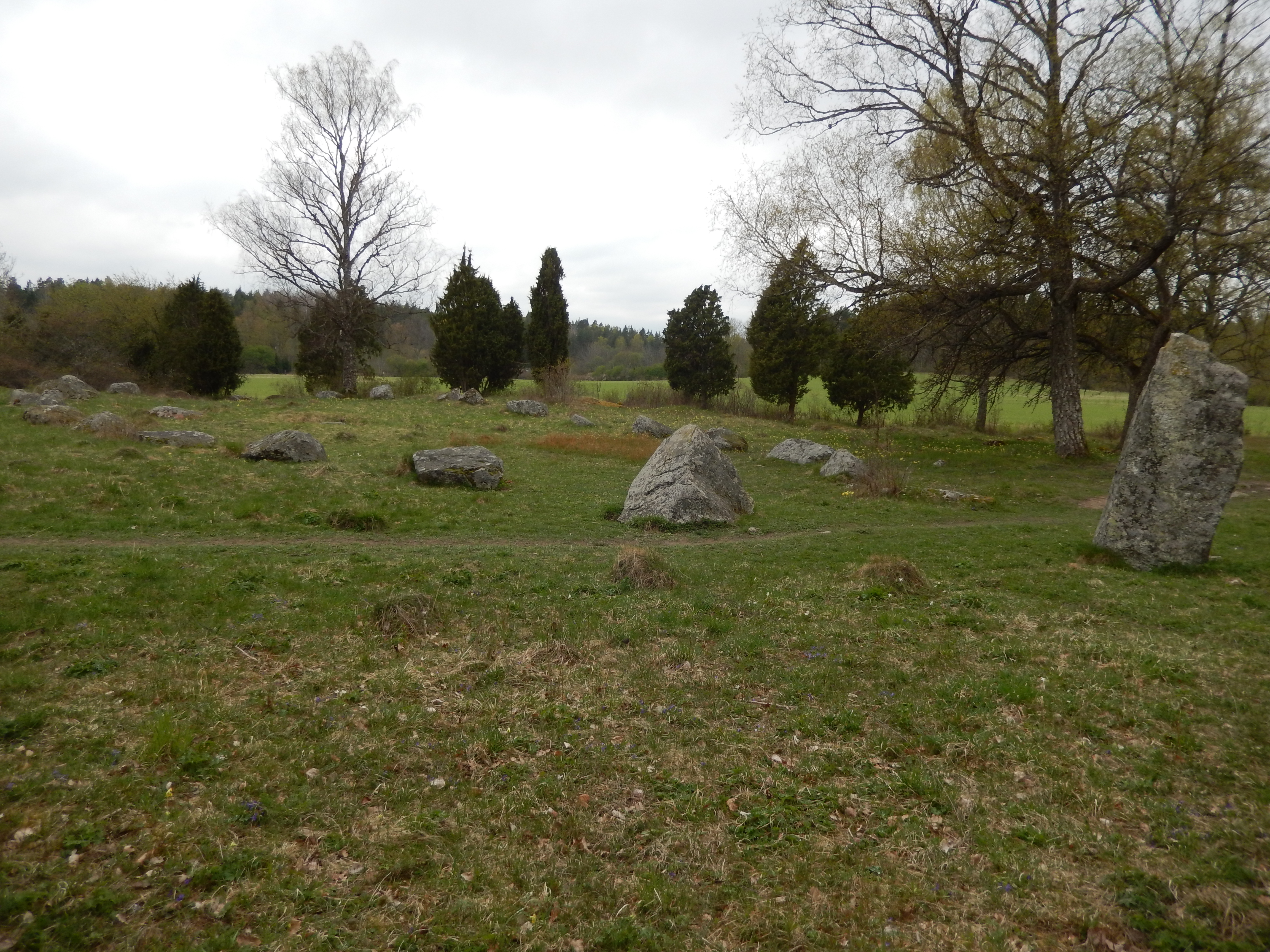
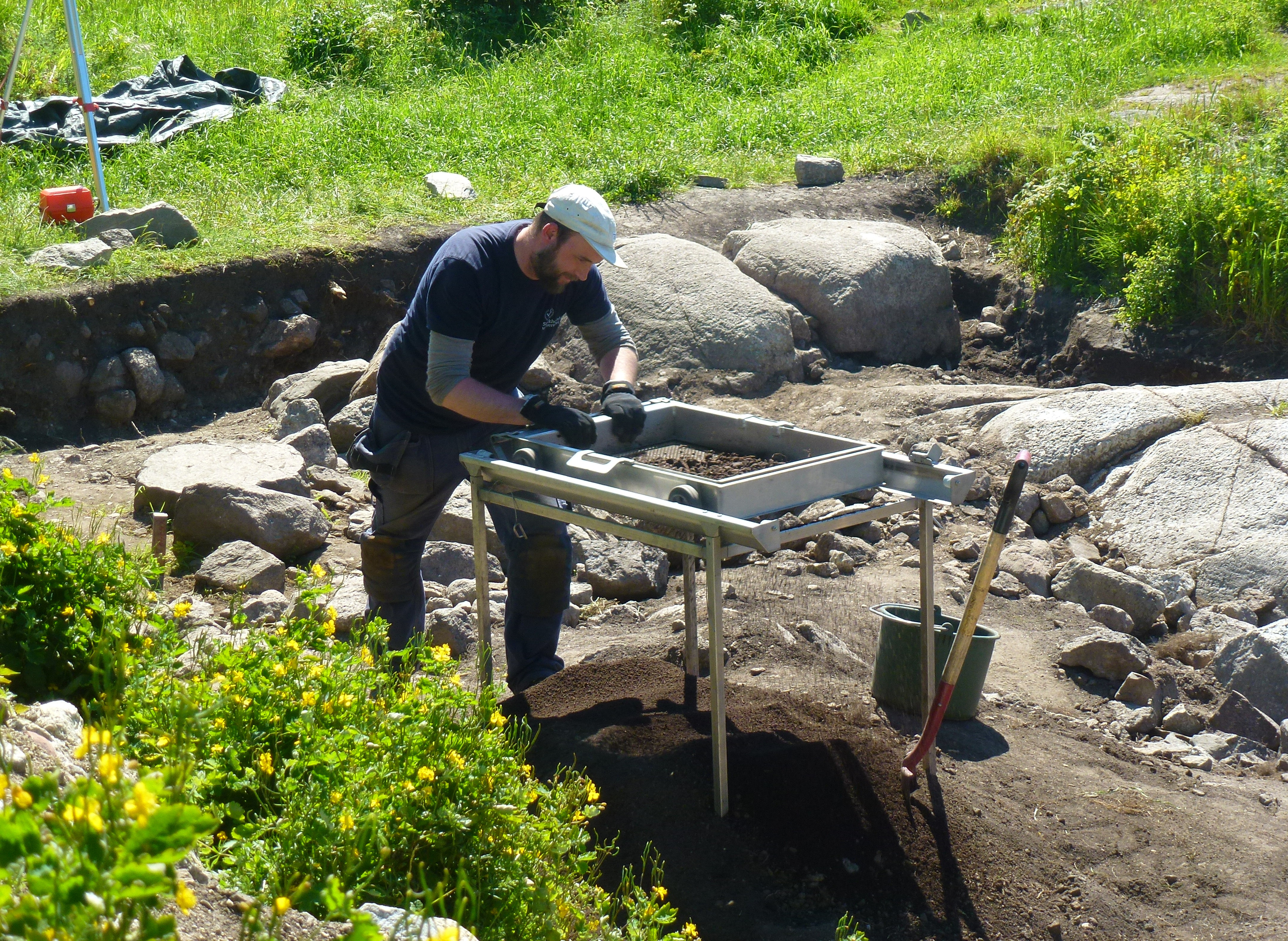
Runsa fornborg; Grabung
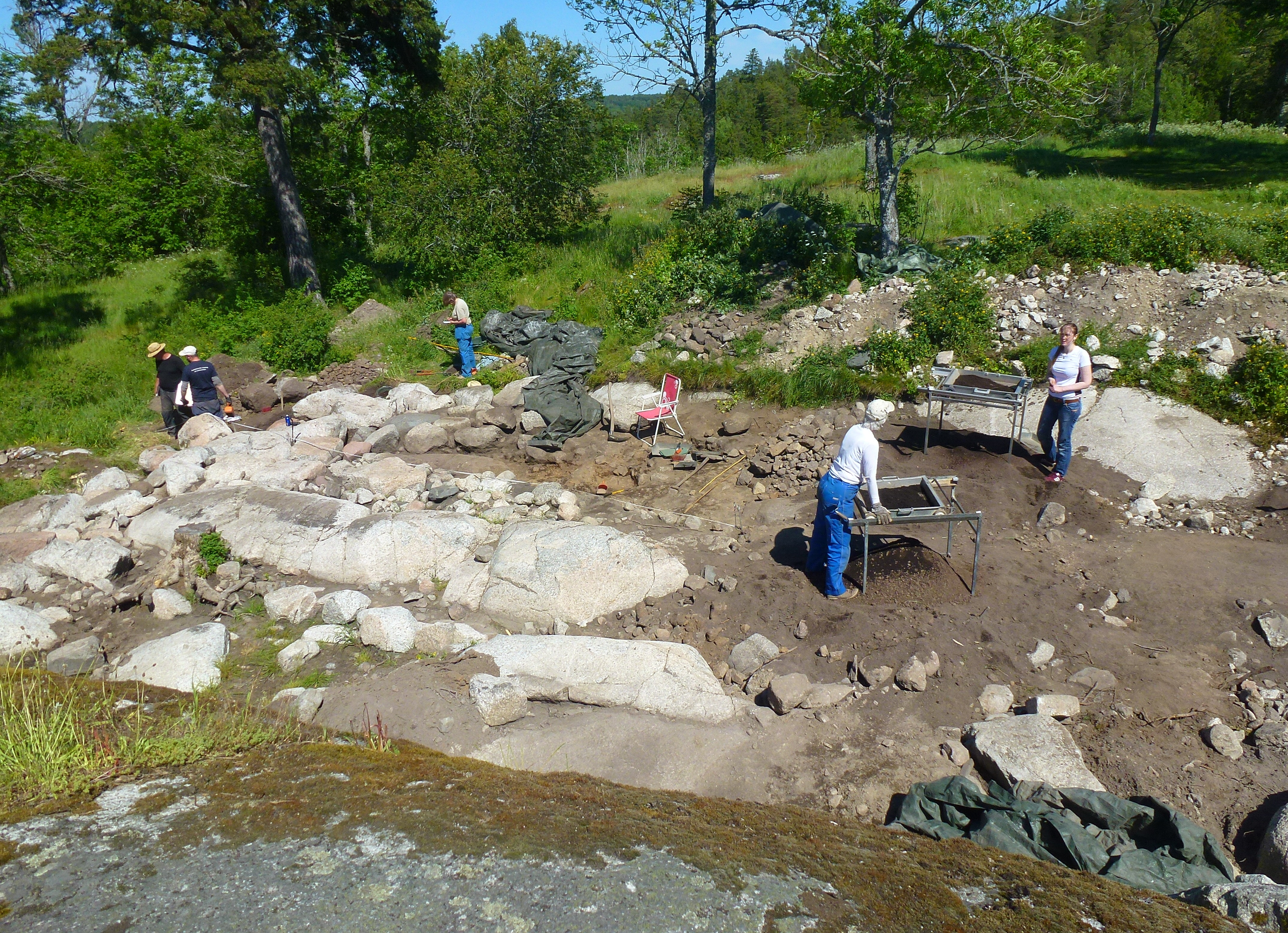
Runsa fornborg; Grabung